# Blago
Blagó je v ekonomiji ekonomska dobrina, navadno surovina, ki ima polno ali precejšnjo zamenljivost; trg jo torej obravnava kot ekvivalentno ali skoraj ekvivalentno, ne glede na to, kdo jo je proizvedel.
Cena blaga je običajno opredeljena kot funkcija njegovega trga kot celote – dobro uveljavljena fizična blaga imajo denarne in izvedene trge, na katerih se z njimi aktivno trguje. Velika razpoložljivost blag običajno vodi v majhne profitne marže in zmanjšuje pomen necenovnih dejavnikov (kot je blagovna znamka).
Večina blag so surovine, osnovne surovine, kmetijski ali rudarski produkti, kot je železova ruda, sladkor ali žita, kot sta riž in pšenica.
Blago so lahko tudi masovno proizvajani nespecializirani produkti, kot so kemijske snovi ali pomnilniki. Priljubljeno blago so med drugim surova nafta, koruza in zlato.
Druge opredelitve blaga so nekaj uporabnega ali vrednega, lahko je pa tudi alternativni izraz za ekonomsko dobrino ali storitev, ki je na razpolago za nakup na trgu. V klasičnih delih, kot sta Marshallova Načela ekonomije (1920) in Walrasovi Elementi čiste ekonomije ([1926] 1954), "blago" služi kot splošni izraz za ekonomsko dobrino ali storitev.